# Johan Philip Rogert Fønss
Johan Philip Rogert Fønss (født 29. februar 1796 i Viborg, død 25. september 1882 på Sophienholm) var en dansk godsejer, bror til Niels Basse Fønss og far til Waldemar Fønss.
Han var søn af overkrigskommissær Frederik Jørgen Fønss (1760-1798) og Antonette Elisabeth Dorothea Ring (1776-1816). Den 18. maj 1804 blev Fønss optaget i adelsstanden, og 1828 blev han kammerjunker og 1840 hofjægermester og 1850 kammerherre. Han ejede fra 1829 til 1844 Søbysøgaard og fra 1845 til 1851 Dronninggaard.
Han ægtede 31. december 1828 på Søbysøgaard Marie Elisabeth "Elise" Hillerup (født 14. marts 1794 på Asdal, død 2. februar 1861 i København), datter af justitsråd Søren Hillerup til Bramstrup og Søbysøgaard og Ingeborg Margrethe født Hillerup.